# Tchin-Tabaraden
Tchin-Tabaraden o Tchintabadaren  es una población de la región de Azawagh, en Níger. Se encuentra al norte de la región de Tahoua y es la capital del Departamento de Tchin-Tabaraden. Es un centro de mercado para los tuareg Iwillimidan y pastizal de los nómadas Kel Dennek. En el oasis vecino de In-Gall, se celebra anualmente el Cure Salee, o "el festival de los nómadas". 
Literalmente el nombre Tchin-Tabaraden significa "el valle de las jóvenes".

### Movimientos insurreccionales tuareg
El primer movimiento de insurrección por la autonomía de Tenere, la región tuareg en el centro-norte y oeste de Níger, comenzó aquí y en la cercana Abalagh en 1985. 
En 1990 fue una de las poblaciones víctima de la llamada "masacre de Tchin-Tabaraden" perpetrada por la Fuerzas Armadas Nigerinas tras el asalto a una cárcel, cuartel y centro de correos de esta ciudad por parte de grupos tuareg.